# 科斯托奇基
49°35′3″N 34°16′14″E / 49.58417°N 34.27056°E
科斯托奇基（烏克蘭語：Косточки），是烏克蘭的村落，位於該國中部波爾塔瓦州，由波爾塔瓦區負責管轄，分別距離卡爾普西2.5公里和安德里伊夫卡3公里，海拔高度101米，2001年人口11。